# Espadarana durrellorum
Espadarana durrellorum (лат.) — вид древесных лягушек из семейства стеклянных лягушек. Видовое латинское название дано в честь Джеральда и Ли Дарреллов за их вклад в сохранение всемирного биоразнообразия.

## Описание
Длина тела лягушки около 2,5 см. Окраска сверху зелёная. Обитает в первичных вечнозеленых тропических лесах в предгорьях Анд на северо-западе Южной Америки. Вид известен из четырёх местонахождений в восточном Эквадоре, расположенных на высотах от 600 до 1150 м над уровнем моря. Типовое местонахождение находится недалеко от национального парка Подокарпус, ещё одно — в охраняемом лесу Яхана (Yachana Protected Forest).
Древесные лягушки, обитающие в лесном пологе. Известные особи этого вида были найдены в ночное время на верхней поверхности листьев небольших деревьев на высоте 3—4 м над небольшими речками. Для размножения могут использовать временные (сезонные) водотоки.
Симпатричными (встречающимися в пределах того же ареала и в тех же биотопах) виду E. durrellorum являются лягушки из родов Cochranella (C. puyoensis, C. flavopunctata, C. resplendens) и Hyalinobatrachium, виды Teratohyla midas и Vitreorana ritae.

## Охрана
Вид считается достаточно редким. Основную угрозу для него представляет интенсивное уничтожение мест обитания в предгорьях Анд на востоке Эквадора, где большая часть территории уже обезлесена и густонаселена. Для сохранения этого вида лягушек необходимо сохранение лесов, восстановление вырубленных участков леса и охрана лесных водоёмов.